# Mycobacterium africanum
Il Mycobacterium africanum è una batterio appartenente al genere Mycobacterium.

## Epidemiologia
M. africanum si trova più comunemente nei paesi dell'Africa occidentale, causando fino a un quarto di casi di tubercolosi in paesi come il Gambia. Si tratta di un'infezione solo umana e si diffonde per via aerea da individui con casi di malattia.
Ha un grado simile di infettività all'organismo regolare a quello del Mycobacterium tuberculosis, ma ha meno probabilità di progredire in malattia clinica in un individuo immunocompetente. Tuttavia, M. africanum ha maggiori probabilità di passare dall'infezione e causare la malattia in un paziente sieropositivo. Nei paesi in cui il Mycobacterium africanum è endemico, rappresenta un'importante infezione opportunistica delle fasi successive dell'HIV.

## Patogenesi
Non è del tutto chiaro come le differenze genetiche tra M. africanum e M. tuberculosis diano luogo a una minore patogenicità del primo. Tuttavia, è noto che la regione di differenza 9 (RD9) è priva di M. africanum, ma presente in M. tuberculosis.